# 周冬雨
周冬雨（1992年1月31日—），河北石家庄人，中国大陸女演员。毕业于北京电影学院表演系。2010年主演《山楂树之恋》而成名，为新一代“谋女郎”。陆续主演《宫锁沉香》、《同桌的妳》、《麻雀》、《七月與安生》、《喜欢·你》、《后来的我们》、《少年的你》等电影及影视剧。2016年，憑藉《七月與安生》获得第53屆金馬獎最佳女主角。2019年8月，入选2019年福布斯中国名人榜第7名。2020年，憑藉《少年的你》获得第39屆香港電影金像獎、第33屆中国电影金鸡奖及第35屆大眾電影百花獎最佳女主角，成为华语电影届最年轻的“三金影后”。

## 生平

### 早年
周冬雨出生于石家庄市的一个普通工薪家庭，小学三年级时，父亲因车祸去世，后母亲再婚。儿时曾练习体操，12岁时曾进入石家庄市体操队。中学时先后就读于石家庄市第二十七中学2004级9班和石家庄市第十二中学2007级8班。

### 谋女郎出道

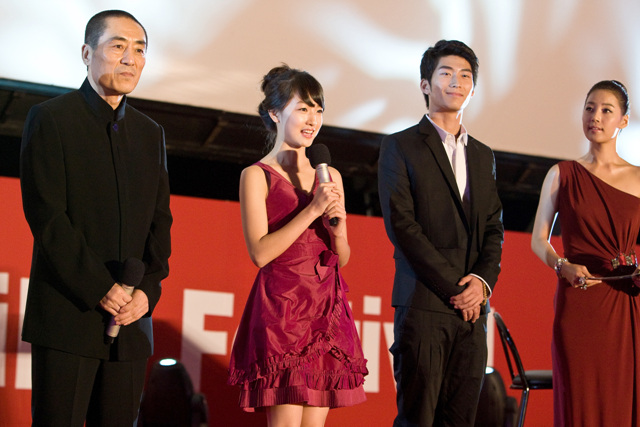
周冬雨（左2）2010年出席《山楂树之恋》在釜山國際電影節的首映禮

2010年高考前，作为高三舞蹈班的学生，周冬雨来到南京参加艺术考试。恰逢《山楂树之恋》在全国海选女主角，被推荐给导演张艺谋，其“清纯”形象获得认可，并出演静秋，成为新一代“谋女郎”，签约北京新画面影业有限公司，正式出道，亦因此错过2010年高考。
2010年9月《山楂树之恋》上映后，刷新了国内文艺片票房纪录，周冬雨也受到认可，获得了包括第14届中国电影华表奖优秀新人女演员、第56届西班牙巴利亚多利德国际电影节最佳女演员等专业奖项在内的近20余个奖项，成为令人瞩目的90后新星。但因静秋形象深入人心，之后多部作品她都被局限在清纯形象中。
2011年2月2日，周冬雨携手《山楂树之恋》男主角窦骁登春晚舞台，表演开场歌舞《回家过年》。同年在张艺谋支持下，她报考了北京电影学院并顺利通过考试。

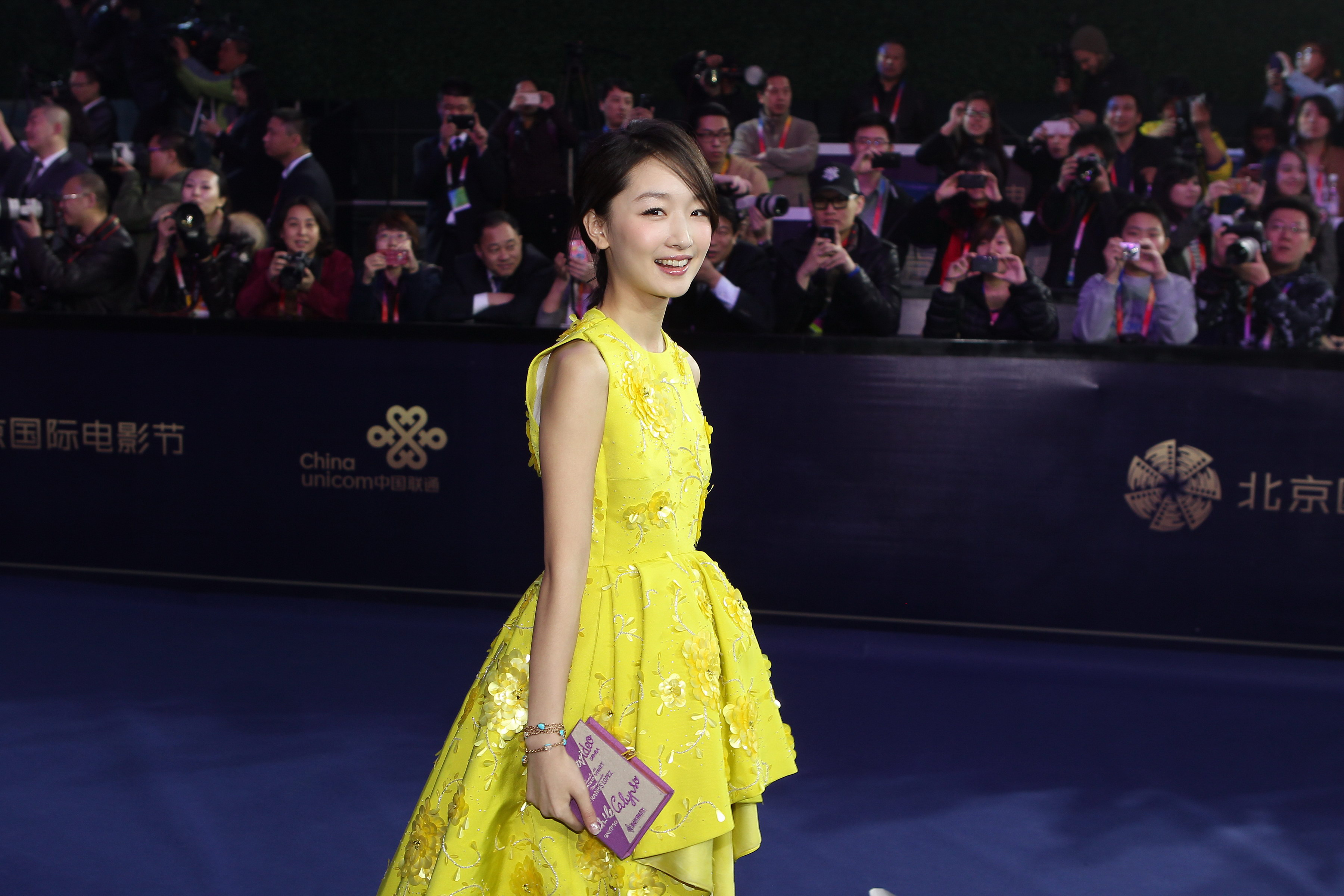
周冬雨出席2013年北京国际电影节闭幕式

入学后周冬雨以学业为主，整个大一没有接戏。2012年9月因张伟平和张艺谋合作破裂，属于新画面签约艺人的周冬雨等人被要求不得擅自拍戏，由此引发解约风波。但经纪人蒲纶对限拍令提出质疑，她依然于10月接演了首部古装戏《宫锁沉香》，12月担任第九届中国（北京）国际园林博览会志愿者形象大使。2013年6月，她在上海电影节上接受采访时表示合约已无问题，经纪人更换为北京波诺拾捌文化经纪有限公司的总经理陈岩。2012年5月，首次登上知名杂志《ELLE世界时装之苑》封面，2013年4月在北京国际电影节闭幕式红毯造型被国际时尚网站RCFA评为当周最佳。
2014年4月周冬雨主演《同桌的妳》上映成为“五一”档的黑马，获得4.5亿票房，片中清纯校服美女的形象得到普遍认可。她亦首次触电小荧幕，参演电视剧《遇见爱情的利先生》。同时她也在寻求演艺形象上的突破，在《心花路放》饰演杀马特少女，颠覆了以往清纯形象，成为影片一大亮点。进入大四后，周冬雨有了更多时间投入到演艺事业中去，她不停息的连续拍摄了多部作品，甚至连2015年春节也在国外度过。

### 转型与自立
2015年从北京电影学院毕业后，正式创立了个人工作室。10月作为中国演员的代表，获选为韩国2015中国电影节宣传大使。在演艺事业上她更加追求多变，如《少年班》中高冷的天才少女、《奔爱》中叛逆女孩。题材上亦敢于挑战，先后参与了犯罪警匪片《冰河追凶》、谍战电视剧《麻雀》。2016年还参与了恋爱真人秀节目《我们相爱吧》，與余文樂開始了假想的戀愛生活，粉絲們暱稱為「宇宙CP」。
2016年9月周冬雨主演电影《七月与安生》上映后广获好评，饰演的安生让观众惊叹于她的灵气和天赋，被专业媒体人评价为是周冬雨这些年来最好的表演，亦獲得第53届金马奖最佳女主角等多个奖项，为演艺生涯一重大突破。同月获选《南都娱乐周刊》评出的90后“四小花旦”称号，10月获选《中国电影报道》特别策划评选演技派新四小花旦。12月作为金马奖第一个90后影后获选2016年度《南方人物周刊》中国魅力人物，凭借《谎言西西里》获得第八届澳门国际电影节金莲花奖最佳女主角。

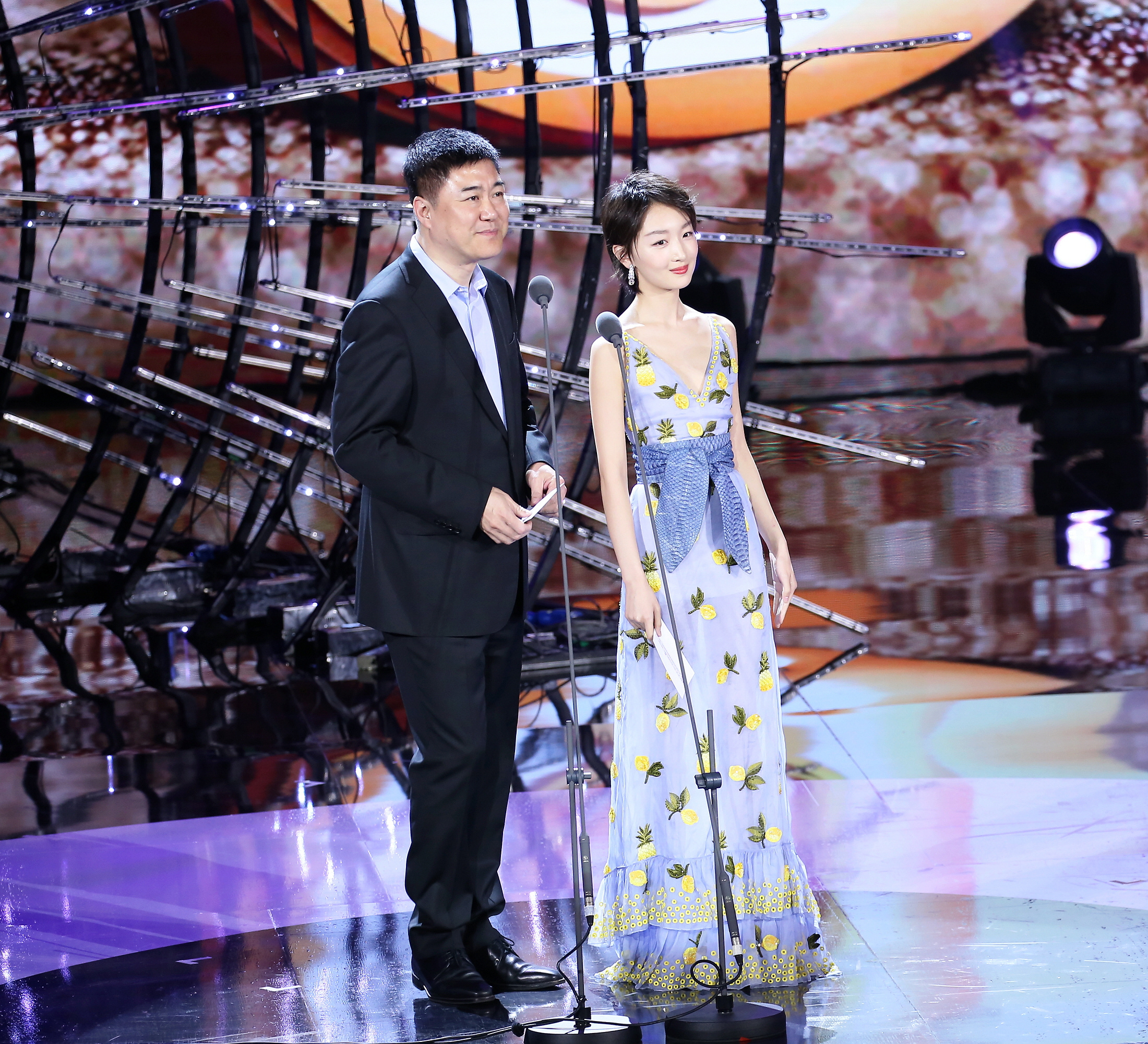
周冬雨（右）2017年6月18日获第二届微博电影之夜Queen

2017年4月与金城武搭档出演浪漫爱情电影《喜欢·你》，饰演神经大条的女厨师，票房逾2.1亿元。6月28日凭借《七月与安生》获得金砖国家电影节“熊猫奖”最佳女主角。7月20日入选福布斯中国2017年中国“30位30岁以下精英”榜单，作为“娱乐和体育”领域的代表，被福布斯中国称赞为“未来新星”。7月主演并担任出品人的《春风十里，不如你》在优酷网首播，她与赵薇、黄晓明等人搭档出演的综艺节目《中餐厅》在湖南卫视播出。8月她又凭借《七月与安生》提名第31届金鸡奖最佳女主角，实现一个角色同时提名华语电影三大奖（金马奖、金像奖、金鸡奖）的成就。在商业和时尚方面大幅提升，出任奢侈品牌Burberry品牌形象大使（2018年12月升级为代言人）、珠宝品牌宝诗龙大中华区代言人、兰蔻品牌大使（2020年4月升级为亚太区品牌代言人）。
2018年4月凭借《喜欢·你》荣获中国电影导演协会2017年度女演员，这也是她第三次提名并首次获奖，她主演的刘若英执导文艺爱情电影《后来的我们》非常卖座，获得逾13.6亿票房。5月她正式入驻北京杜莎夫人蜡像馆，获赞“最灵动的演技派”，6月又连续第二年获得微博电影之夜最佳女演员称号，11月凭《七月与安生》提名第34届大众电影百花奖最佳女主角，12月作为演值团学姐参与年轻演员品训真人秀节目演员的品格，还推出了独立个人IP“Dong Duck”。

### 影后大满贯
2019年2月4日，周冬雨第二次登上春晚舞台，献唱《中国喜事》拜年。8月获选2019年福布斯中國名人榜榜單第七名，为当年榜单排名第一的女性。10月25日主演的《少年的你》上映后大获成功，不仅取得逾15亿的高票房，个人表演也备受好评。11月出席第28届金鸡百花电影节并凭借《后来的我们》第二次提名金鸡奖最佳女主角，在开幕式表演音诗画《奋斗的力量》和青年演员计划主题曲《星辰大海》，在闭幕式演唱歌曲《岁月》。12月10日凭借《少年的你》获得第四届澳门国际影展新华语映像“最佳女主角” 。
2020年1月24日，周冬雨第三次登上春晚舞台，并与朱一龙、李沁、李现、马思纯合唱歌曲《你好2020》。 4月30日，周冬雨工作室发表声明，正式结束与泰洋川禾的合作关系。5月，憑藉《少年的你》获得第39屆香港電影金像獎最佳女主角。6月5日登《Vogue服饰与美容》7月封面，成为了《Vogue服饰与美容》15年以来第14位登上封面的华人女演员，同时也是最年轻的封面女演员。下半年，周冬雨陆续获得中国电影导演协会年度女演员、大众电影百花奖最佳女主角、亚洲电影大奖最佳女主角等多个“影后”荣誉，11月28日更是夺得了第33届金鸡奖最佳女主角殊荣，从影十年实现了华语电影三大奖（金马奖、金像奖、金鸡奖）影后大满贯的成就，为继周迅、章子怡后女演员的第三人。
2021年2月11日，周冬雨第四次登上春晚舞台，合唱歌曲《明天会更好》。6月担任第24届上海国际电影节金爵奖主竞赛单元评委，为上影节历史上最年轻的评委。

## 影視作品

### 电影作品
| 上映年份 | 电影名                 | 角色              | 备注                 |
| 2010年   | 山楂树之恋             | 静秋              |                      |
| 2011年   | 湘江北去               | 杨开慧            |                      |
| 2011年   | 傾城之淚               | 给力妹            | 单元电影             |
| 2013年   | 宫锁沉香               | 兆佳·沉香         |                      |
| 2014年   | 同桌的妳               | 周小栀            |                      |
| 2014年   | 心花路放               | 周丽娟            |                      |
| 2015年   | 暴走神探               | 慧兰              |                      |
| 2015年   | 少年班                 | 周兰              |                      |
| 2016年   | 一切都好               | 拼车女孩          | 友情出演             |
| 2016年   | 過年好                 | 小家雀兒          | 特别出演             |
| 2016年   | 奔爱                   | 白茄子            |                      |
| 2016年   | 冰河追凶               | 欣怡              |                      |
| 2016年   | 谎言西西里             | 顾小悠            |                      |
| 2016年   | 七月与安生             | 李安生            |                      |
| 2017年   | 指甲刀人魔             | Emily             |                      |
| 2017年   | 喜欢·你                | 顾胜男            |                      |
| 2017年   | 建军大业               | 范桂霞            | 客串                 |
| 2017年   | 缝纫机乐队             | 彤彤(假名： 丽丽) | 特别出演             |
| 2017年   | 奇門遁甲               | 小圆              |                      |
| 2017年   | 妖铃铃                 | -                 | 片尾彩蛋             |
| 2018年   | 後來的我們             | 方小晓            |                      |
| 2018年   | 动物世界               | 刘青              | 特別出演             |
| 2018年   | 那些女人               | 小玉              |                      |
| 2018年   | 武林怪兽               | 熊娇娇            | 特别出演             |
| 2019年   | 阳台上                 | 陆姗姗            | 特别出演，出品人之一 |
| 2019年   | 我和我的祖国           | 醫院護士          |                      |
| 2019年   | 少年的你               | 陈念              |                      |
| 2021     | 迷妹羅曼史             | 高蓓（90年）      | 特别主演             |
| 2021     | 永恒风暴之年           |                   | 单元《隔｜爱》       |
| 2021     | 穿过寒冬拥抱你         | 夏曉              |                      |
| 2022     | 你是我的春天           | 尚小雨            |                      |
| 2023     | 长沙夜生活             | 兰州女孩          | 友情出演             |
| 2023     | 长空之王               | 沈天然            |                      |
| 2023     | 中国青年：我和我的青春 | 周小雨            | 網絡電影             |
| 2023     | 燃冬                   | 娜娜              |                      |
| 2023     | 坚如磐石               | 李慧琳            |                      |
| 2023     | 鹦鹉杀                 | 周冉              |                      |
| 2023     | 热搜                   | 陈妙              |                      |
| 2024     | 朝云暮雨               | 常娟              |                      |
| 2025     | 平原上的火焰           | 李斐              |                      |
| 2025     | 艺术学院1994           |                   | 配音                 |

### 电视剧
| 首播年份 | 剧名             | 角色        | 备注           |
| 2016年   | 麻雀             | 徐碧城      |                |
| 2017年   | 遇見愛情的利先生 | 劉欣桐      |                |
| 2017年   | 魔都风云         | 萧瑶        | 友情出演       |
| 2017年   | 春风十里，不如你 | 肖紅        | 出品人之一     |
| 2019年   | 幕后之王         | 布小谷      | 联合出品人之一 |
| 2020年   | 新世界           | 贾小朵      | 客串           |
| 2021年   | 千古玦尘         | 上古/后池   | 網絡劇         |
| 待播     | 海边的秘密       | 童言/沈邵洁 | 網絡劇         |

### 微电影/短片
| 首播年份 | 片名                     | 角色     | 備註                                |
| 2012年   | 妙之异境巴黎             | 妙珊     | “ELLE5.20我爱你”系列女性微电影      |
| 2014年   | 十分之一的幸福           | 乙肝患者 | “7·28世界肝炎日”公益微电影          |
| 2015年   | 关机一小时               | 高嘉叶   | 欧派家居公益微电影                  |
| 2016年   | 一个拥抱，爱让我们不孤单 | 自己     | 公益大使 时尚先生公益微电影         |
| 2016年   | 宣告                     | 女孩     | 新浪娱乐2016年度最美表演            |
| 2017年   | 我们的中国梦             | 自己     | 光荣与梦想——我们的中国梦系列公益片  |
| 2017年   | 时间之间                 | 自己     | 雷克萨斯×时尚先生微电影             |
| 2018年   | 2018 把乐带回家 霹雳爸妈 | 冬冬     | 百事可乐微电影                      |
| 2018年   | 魔力酒单                 | 调酒师   | ELLE China 30周年大女主系列微电影   |
| 2018年   | 周冬雨们                 | 自己     | “明星制片人微计划”系列微电影 共12期 |
| 2018年   | 周冬雨神愿望             | 自己     | 膜法世家微电影                      |
| 2018年   | 2019 把乐带回家 摘星者   | 宇航员   | 百事可乐微电影                      |
| 2019     | 生命中的光               | 女儿     | VogueFilm短片                       |
| 2019     | 头条里的青春中国         | 记者     | 新中国成立70周年献礼微电影          |
| 2020     | 2020把乐带回家 家有一宝  | 女儿     | 百事可乐微电影                      |
| 2020     | 再见摩天轮               |          | 德芙愉悦大电影                      |
| 2020     | 谈不了的恋爱             | 聋哑女孩 | OPPO微电影                          |
| 2020     | 心春由你                 |          | Burberry微电影                      |

### 配音作品
| 上映年份 | 电影名            | 角色         | 备注                         |
| 2015年   | 哆啦A梦：伴我同行 | 静香（成年） | 中国大陆首映                 |
| 2016年   | 年兽大作战        | 沙果         | 同时参与动作捕捉             |
| 2018年   | 那是你            | 声音出演     | 小说《只在此刻的拥抱》预告片 |
| 2019年   | “山歌”版预告片    | 旁白         | 电影《四个春天》预告片       |
| 2019年   | 千与千寻          | 荻野千寻     | 中国大陆首映                 |

## 固定综艺节目
| 首播日期       | 节目名           | 播出平台 | 角色 | 備註            |
| 2016年3月20日  | 我们相爱吧第二季 | 江苏卫视 | 成员 | [ 42 ] [ 註 2 ] |
| 2017年7月22日  | 中餐厅第一季     | 湖南卫视 | 成员 | [ 43 ]          |
| 2018年12月22日 | 演员的品格       | 爱奇艺   | 学姐 | [ 44 ]          |
| 2019年11月26日 | 小小的追球       | 芒果TV   | 成员 |                 |

## 音乐作品

### 個人歌曲
| 发行时间       | 歌曲名         | 备注                                                          |
| 2016年2月3日   | 小风铃         | 《年兽大作战》主题曲                                          |
| 2016年6月5日   | 不完美女孩     | 翻唱《不完美小孩》                                            |
| 2017年6月10日  | 消失           | 翻唱范晓萱《消失》                                            |
| 2017年7月13日  | 如果我爱你     | 与张一山合唱 《春风十里，不如你》片头曲                       |
| 2017年9月2日   | 中餐厅         | 《中餐厅》同名主题曲特别版                                    |
| 2018年2月12日  | 赞赞新时代     | 《光荣与梦想——我们的新时代》之音乐公益广告主题曲 华语群星之一 |
| 2018年5月4日   | 强国一代有我在 | 共青团中央、中华全国学联指导的中国梦主题曲 华语群星之一       |
| 2019年9月26日  | 我和我的祖国   | 网易云音乐、中国青年报联合策划打造的《我和我的祖国》青春版    |
| 2019年11月11日 | 慢慢喜欢你     | 2019双11晚会                                                  |
| 2019年11月19日 | 星辰大海       | 电影频道青年演员计划主题曲                                    |
| 2019年11月24日 | 岁月           | 第32届金鸡奖颁奖典礼表演歌曲                                  |

### 音樂錄影帶
| 发行时间      | 歌曲名         | 歌手     | 性質       | 备注       |
| 2017年4月14日 | 18             | 李玟     | 第一女主角 | 饰：小雨   |
| 2018年5月4日  | 强国一代有我在 | 华语群星 | 自己       | 见个人歌曲 |
| 2019年1月28日 | 赞赞新时代     | 华语群星 | 自己       |            |
| 2019年9月26日 | 我和我的祖国   | 华语群星 | 自己       |            |

## 奖项荣誉

### 影视奖项
| 年度   | 颁奖典礼                               | 奖项                           | 作品             | 结果 |
| ------ | -------------------------------------- | ------------------------------ | ---------------- | ---- |
| 2011年 | 第5届亚洲电影大奖                      | 最佳新演员                     | 山楂树之恋       | 提名 |
| 2011年 | 第20届上海影评人奖                     | 最佳新人                       | 山楂树之恋       | 獲獎 |
| 2011年 | 第14届中国电影华表奖                   | 优秀新人女演员                 | 山楂树之恋       | 獲獎 |
| 2011年 | 第56届西班牙巴利亚多利德国际电影节     | 最佳女演员                     | 山楂树之恋       | 獲獎 |
| 2015年 | 中国电影导演协会2014年度表彰           | 年度女演员                     | 同桌的妳         | 提名 |
| 2015年 | 第15届华语电影传媒大奖                 | 最受瞩目女演员                 | 同桌的妳         | 獲獎 |
| 2016年 | 第53屆金馬獎                           | 最佳女主角                     | 七月與安生       | 獲獎 |
| 2016年 | 第8届澳门国际电影节金莲花奖            | 最佳女主角                     | 谎言西西里       | 獲獎 |
| 2017年 | 第34届迈阿密国际电影节中国电影单元     | 最佳女演员                     | 谎言西西里       | 提名 |
| 2017年 | 第23屆香港電影評論學會大獎             | 最佳女演员                     | 七月與安生       | 獲獎 |
| 2017年 | 第36届香港电影金像奖                   | 最佳女主角                     | 七月與安生       | 提名 |
| 2017年 | 第1届马来西亚国际电影节金环奖          | 最佳女演员                     | 七月與安生       | 提名 |
| 2017年 | 中国2016年《青年电影手册》             | 年度女演员                     | 七月與安生       | 提名 |
| 2017年 | 中国电影导演协会2016年度表彰           | 年度女演員                     | 七月與安生       | 提名 |
| 2017年 | 第24届北京大学生电影节                 | 最佳女演员                     | 七月與安生       | 提名 |
| 2017年 | 第22届华鼎奖                           | 中国近现代题材电视剧最佳女演员 | 麻雀             | 提名 |
| 2017年 | 第2届金砖国家电影节熊猫奖              | 最佳女演员                     | 七月與安生       | 獲獎 |
| 2017年 | 第31届中国电影金鸡奖                   | 最佳女主角                     | 七月與安生       | 提名 |
| 2017年 | 第2届金色银幕奖                        | 最佳女主角                     | 七月與安生       | 獲獎 |
| 2017年 | 第17届华语电影传媒大奖（2017电影之夜） | 年度专业推荐女主角             | 七月與安生       | 獲獎 |
| 2017年 | 第8届澳门国际电视节                    | 最佳女主角                     | 春风十里，不如你 | 提名 |
| 2017年 | 第14届广州大学生电影节                 | 最受大学生欢迎的女演员         | 喜欢·你          | 獲獎 |
| 2018年 | 第12屆亞洲電影大獎                     | 最佳女主角                     | 喜欢·你          | 提名 |
| 2018年 | 第九届中国电影导演协会2017年度奖       | 年度女演员                     | 喜欢·你          | 獲獎 |
| 2018年 | 第1届中国双塔山爱情电影周              | 最佳女主角                     | 喜欢·你          | 獲獎 |
| 2018年 | 第34届大众电影百花奖                   | 最佳女主角                     | 七月與安生       | 提名 |
| 2018年 | 第18届华语电影传媒大奖（2018电影之夜） | 最受欢迎演员                   | 后来的我们       | 獲獎 |
| 2019年 | 第十届中国电影导演协会2018年表彰       | 年度女演员                     | 后来的我们       | 提名 |
| 2019年 | 第32届中国电影金鸡奖                   | 最佳女主角                     | 后来的我们       | 提名 |
| 2019年 | 第4届澳门国际影展新华语映像单元        | 最佳女主角                     | 少年的你         | 獲獎 |
| 2020年 | 第26屆香港電影評論學會大獎             | 最佳女演员                     | 少年的你         | 提名 |
| 2020年 | 香港電影導演會年度大獎                 | 最佳女主角                     | 少年的你         | 獲獎 |
| 2020年 | 第39屆香港電影金像獎                   | 最佳女主角                     | 少年的你         | 獲獎 |
| 2020年 | 香港電影編劇家協會2020                 | 年度最佳電影角色               | 少年的你         | 提名 |
| 2020年 | 第二届金众电影青年                     | 最佳女演员                     | 少年的你         | 獲獎 |
| 2020年 | 首届“光影中国”电影荣誉盛典             | 2019年度荣誉推介女演员         | 少年的你         | 獲獎 |
| 2020年 | 第35届大众电影百花奖                   | 最佳女主角                     | 少年的你         | 獲獎 |
| 2020年 | 第14届亚洲电影大奖                     | 最佳女主角                     | 少年的你         | 獲獎 |
| 2020年 | 第27届华鼎奖                           | 中国电影最佳女主角             | 少年的你         | 提名 |
| 2020年 | 第十一届中国电影导演协会2019年表彰     | 年度女演员                     | 少年的你         | 獲獎 |
| 2020年 | 第17届广州大学生电影节                 | 最受大学生欢迎的女演员         | 少年的你         | 提名 |
| 2020年 | 第2届北京电影学院学院奖                | 最佳电影表演                   | 少年的你         | 獲獎 |
| 2020年 | 第33屆中国电影金鸡奖                   | 最佳女主角                     | 少年的你         | 獲獎 |
| 2024年 | 第17屆亞洲電影大獎                     | 最佳女主角                     | 燃冬             | 提名 |

### 综合奖项
- 2010-11-16  《伊周femina》100期－伊周潮流万人迷新人奖
- 2010-11-27  星尚传媒20011星尚大典－人气先锋奖
- 2010-12-21  2010BQ红人榜－年度电影新人奖
- 2010-12-29  腾讯星光大典－年度最具潜力电影演员奖
- 2011-01-10  中国影响2010·时尚盛典－最美年度炫目青春大奖
- 2011-01-12  时尚COSMO女性盛典－年度新锐明星奖
- 2011-01-15  百度娱乐沸点－最佳新晋演员”
- 2011-01-16  第23届哈尔滨冰雪电影节－年度最具商业价值电影新人奖
- 2011-01-19  新浪网络盛典－年度新人荣誉奖
- 2011-01-20  搜狐娱乐年度盛典－年度New Face奖
- 2011-02-25  首届粤港澳青年电影盛典－最受粤港澳青年欢迎优秀新星奖
- 2011-03-01  PASSAT-华鼎电影盛典－华语年度电影新锐演员奖
- 2011-08-26  乐视影视盛典－年度电影新人奖
- 2011-12-04  北京电视台文娱十年盛典－最具人气电影新人獎
- 2011-12-31  申报·电影盛宴－最具潜力女演员
- 2013-12-17  第八届 BQ红人榜－年度突破演员
- 2013-12-23  乐视影视盛典－年度电影最受欢迎女演员
- 2015-11-05  時尚COSMO美麗盛典－年度美麗偶像大獎
- 2016-01-08  2015微博之夜年度电影新力量女演员奖
- 2016-05-18  OK年度挚爱颁奖礼 年度挚爱ins女明星
- 2016-12-03  2017爱奇艺尖叫之夜年度最佳电影女演员
- 2016-12-10  2016腾讯视频星光大赏最佳电影角色塑造女演员
- 2016-12-17  2016《南方人物周刊》中国魅力人物
- 2016-12-21  2016爱奇艺娱乐小红花榜 荣获“年度哭戏”
- 2016-12-21 “年轻的选择”2016优酷盛典荣获“年度飞跃女神
- 2017-01-10 “今日头条2016年度娱乐盛典”荣获“2016年度最具爆发力女明星”奖
- 2017-01-16  2016微博之夜“年度最美表演”
- 2017-01-16  2016微博之夜“年度最受关注演员”
- 2017-05-25  OK年度挚爱颁奖礼 年度挚爱明星公益大使
- 2017-06-18  第二届微博电影之夜Queen
- 2017-09-26 微博电视影响力盛典“2017年度最具实力女演员”
- 2017-12-03 腾讯视频星光大赏2017年度电影女演员
- 2018-06-17 2018微博电影之夜最佳女演员
- 2018-10-25 2018「时装之夜·时代能量」年度盛典荣获“时代冲击力奖”
- 2018-11-28 2018 COSMO时尚美丽盛典年度青春美丽偶像
- 2018-12-01 2019 爱奇艺尖叫之夜“年度银幕女艺人”
- 2018-12-18 2018腾讯视频星光盛典年度人气电影女演员
- 2018-12-23 2018今日头条盛典 年度实力演员
- 2019-03-05 东方卫视2019电视剧品质盛典 年度观众喜爱品质剧星
- 2019-09-07 美国人民选择奖“最受欢迎亚洲女性”
- 2019-11-15 Tatler Ball 2019 “年度之星”
- 2019-12-03 2019 COSMO时尚美丽盛典“传承·梦想”年度人物
- 2019-12-27 TC Candler全球100張最美面孔第16位
- 2019-12-30 知乎2019小蓝星电影榜年度演员
- 2020-01-01 2019年度电影频道M榜最佳银幕搭档（与易烊千玺）
- 2020-01-07 2019腾讯娱乐白皮书"年度电影女演员"
- 2020-01-08 我是头条·2019今日头条年度盛典年度品牌价值明星
- 2020-01-11 2019微博之夜微博年度影响力演员
- 2020-01-11 第1届“光影中国”电影荣誉盛典2019年度荣誉推介女演员
- 2020-12-09 福布斯亚洲社交媒体具有影响力明星第8名
- 2021-02-28 2020微博之夜微博年度影响力演员
- 2021-06-12 2021微博电影之夜年度榜样演员

### 荣誉称号
- 2013年 第九届中国（北京）国际园林博览会志愿者形象代言人
- 2015年 国家林业局绿桥、绿色长征活动绿色志愿大使
- 2015年 2016年唐山世界园艺博览会公益形象大使
- 2015年 韩国2015中国电影节宣传大使
- 2016年 《时尚先生Esquire》“关注艾滋病儿童”和“给孩子一个拥抱，爱让我们不孤单”公益大使
- 2016年 《南都娱乐周刊》90后“四小花旦”
- 2016年 《中国电影报道》特别策划评选演技派新四小花旦
- 2016年 CCTV-6《佳片有约》形象推广大使
- 2017年 2017天·晴公益OK!Tee形象大使
- 2017年 第24届北京大学生电影节“青春同路人”
- 2017年 2017中国成都·金砖国家电影节“友好使者”[45]
- 2017年 FIRST青年电影展短片评委
- 2018年 《人物》杂志2017年度面孔年度女演员
- 2018年 优酷VIP会员掌门人
- 2018年 阿里文学益起读书公益阅读大使
- 2018年 共青团中央2018年度“五月的鲜花”优秀青年演员
- 2018年 中国扶贫基金会爱心大使
- 2018年 第14届中国长春电影节形象大使
- 2018年 《环球银幕》8月焦点 电影“未来100人”
- 2018年 中国文艺志愿者协会理事
- 2018年 微博2018十大影响力明星制片人
- 2019年 新华网客户端 正能量传播官
- 2019年 第九届北京国际电影节“北京展映”国片推介人[46]
- 2019年 第22届上海国际电影节青年推广大使
- 2019年 第四届澳门国际影展暨颁奖典礼 (IFFAM)“焦点影人”
- 2020年 渔阳里青年志愿服务大使[47]
- 2020年 新中国成立70周年全国十佳电影女演员[48]
- 2020年 第七届丝绸之路国际电影节青年形象大使
- 2021年 第24届上海国际电影节金爵奖主竞赛单元评委
- 2021年 首届FIRST成都惊喜影展惊喜大使
- 2021年 第八届中法环境月推广大使
- 2021年 全国妇联巾帼志愿者形象大使[49]

## 感情生活
2015年4月22日，周冬雨在微博上公佈恋情，宣佈与大学同学田明鑫相恋。2016年1月10日，自稱已恢复单身。